# Gail Emms
Gail Emms, née le 23 juillet 1977 à Hitchin, est une joueuse britannique de badminton.

## Palmarès
- Jeux olympiques
  -  Médaille d'argent en double mixte aux Jeux olympiques d'été de 2004 avec Nathan Robertson (en)
- Championnats du monde de badminton
  -  Médaille d'or en double mixte aux Championnats du monde de badminton 2006 avec Nathan Robertson (en)
- Jeux du Commonwealth
  -  Médaille d'or par équipe mixte aux Jeux du Commonwealth de 2002
  -  Médaille d'or en double mixte aux Jeux du Commonwealth de 2006 avec Nathan Robertson (en)
  -  Médaille d'argent par équipe mixte aux Jeux du Commonwealth de 2006
  -  Médaille de bronze en double dames aux Jeux du Commonwealth de 2002 avec Joanne Goode
  -  Médaille de bronze en double dames aux Jeux du Commonwealth de 2006 avec Donna Kellogg (en)
- Championnats d'Europe de badminton
  -  Médaille d'or en double mixte aux Championnats d'Europe de badminton 2004 avec Nathan Robertson (en)
  -  Médaille d'or en double dames aux Championnats d'Europe de badminton 2006 avec Donna Kellogg (en)
- Championnats d'Europe de badminton par équipes
  -  Médaille d'argent par équipe dames en 2006